# M akták – ha tudni akarod az igazat
Az M akták – ha tudni akarod az igazat vagy Meserendőrség (eredeti cím: Fairy Tale Police Department) 2001 és 2002 között vetített ausztrál televíziós rajzfilm kalandsorozat, amelyet Ron Isaak és Leora Kamenetzky alkotott. A sorozatot a Yoram Gross-EM.TV készítette az EM.TV & Merchandising AG, a Victory Media Group, és a Talit Communications koprodukciójával. Ausztráliában 2001. szeptember 10.-én a Seven Network, Amerikában az MTV mutatta be, míg Magyarországon 2007. május 15-én adták ki DVD-n az InterDomino Kft. kiadásával. A sorozatból Magyarországon csak 14 rész jelent meg szinkronosan.

## Szereplők

### Főszereplők
| Szereplő             | Eredeti hang   | Magyar hang                       |
| -------------------- | -------------- | --------------------------------- |
| Johnny Legend        | Nick Jasprizza | Tarján Péter                      |
| Christine Anderson   | Sarah Aubrey   | Törtei Tünde                      |
| Wanda                | Sarah Aubrey   | Grúber Zita                       |
| Horace White (főnök) | ?              | Bolla Róbert                      |
| Claude               | Nick Jasprizza | Szokol Péter                      |
| Pinokkió             | ?              | Előd Botond (1. hang) ? (2. hang) |

További magyar hangok: Bessenyei Emma, Molnár Ilona, Uri István, Berzsenyi Zoltán, Vári Attila, Garai Róbert, Medgyesfalvy Sándor, Seres Lajos, Kiss Csaba,

### Magyar változat
- Felolvasó és mesélő: Török Sándor
- Főcímdal: Szőke-Kavinszky András

## Epizódok
A sorozat összes részeit a YouTube csatornán is megnézhetőek.
| #   | Magyar cím                            | Eredeti cím                              | Téma                        | Eredeti premier      |  |
| --- | ------------------------------------- | ---------------------------------------- | --------------------------- | -------------------- |  |
|     |                                       |                                          |                             |                      |  |
| 1.  | Pinokkió – Bábu a bajban              | Pinocchio: Puppet in Peril               | Pinokkió                    | 2001. szeptember 10. |  |
|     |                                       |                                          |                             |                      |  |
| 2.  | A Békaherceg rejtélye                 | The Frog Prince Riddle                   | A békakirály                | 2001. szeptember 17. |  |
|     |                                       |                                          |                             |                      |  |
| 3.  | Hófehérke sötét napja                 | Black Day for Snow White                 | Hófehérke                   | 2001. szeptember 24. |  |
|     |                                       |                                          |                             |                      |  |
| 4.  | Csipkerózsika csók nélkül marad       | No Kiss for Sleeping Beauty              | Csipkerózsika               | 2001. október 1.     |  |
|     |                                       |                                          |                             |                      |  |
| 5.  | Kismalacok zűrös háza                 | Little Pigs' House of Trouble            | A három kismalac            | 2001. október 8.     |  |
|     |                                       |                                          |                             |                      |  |
| 6.  | A király új ruhája                    | The Emperor's New Clues                  | A császár új ruhája         | 2001. október 15.    |  |
|     |                                       |                                          |                             |                      |  |
| 7.  | Nagy bajok a kis szabólegénnyel       | Big Trouble for the Little Tailor        | A vitéz szabólegény         | 2001. október 22.    |  |
|     |                                       |                                          |                             |                      |  |
| 8.  | A jó, a rossz és a rút kiskacsa       | The Good, The Bad, and the Ugly Duckling | A rút kiskacsa              | 2001. október 29.    |  |
|     |                                       |                                          |                             |                      |  |
| 9.  | Az elfuserált szépség és a Szörnyeteg | The Beauty & The Beast Bungle            | A szépség és a Szörnyeteg   | 2001. november 5.    |  |
|     |                                       |                                          |                             |                      |  |
| 10. | Rumpelstilskin és a szalmaszál        | Rumpelstiltskin's Last Straw             | Tűzmanócska                 | 2001. november 12.   |  |
|     |                                       |                                          |                             |                      |  |
| 11. | Hamupipőke elrablása                  | The Glass Slipper Caper                  | Hamupipőke                  | 2001. november 19.   |  |
|     |                                       |                                          |                             |                      |  |
| 12. | Az ólomkatona kalandjai               | The Trials of The Tin Soldier            | A rendíthetetlen ólomkatona | 2001. november 26.   |  |
|     |                                       |                                          |                             |                      |  |
| 13. | A brémai muzsikusok eltűnése          | Musicians of Bremen Mystery              | Brémai muzsikusok           | 2001. december 3.    |  |
|     |                                       |                                          |                             |                      |  |
| 14. | Az ellopott borsószem ügy             | No Pea for A Princess                    | Borsószem hercegkisasszony  | 2002. szeptember 9.  |  |
|     |                                       |                                          |                             |                      |  |
| 15. | ?                                     | Who'll Help Hansel & Gretel              | Jancsi és Juliska           | 2002. szeptember 16. |  |
|     |                                       |                                          |                             |                      |  |
| 16. | ?                                     | The Sorcerer's Apprentice Spells Trouble | A varázslótanonc            | 2002. szeptember 23. |  |
|     |                                       |                                          |                             |                      |  |
| 17. | ?                                     | The Hair-Raising Rapunzel Case           | Rapunzel                    | 2002. szeptember 30. |  |
|     |                                       |                                          |                             |                      |  |
| 18. | ?                                     | The Big Beanstalk Break-In               | Az égig érő paszuly         | 2002. október 7.     |  |
|     |                                       |                                          |                             |                      |  |
| 19. | ?                                     | The Pied Piper Puzzle                    | A hamelni patkányfogó       | 2002. október 14.    |  |
|     |                                       |                                          |                             |                      |  |
| 20. | ?                                     | Trouble Afoot for Puss in Boots          | Csizmás kandúr              | 2002. október 21.    |  |
|     |                                       |                                          |                             |                      |  |
| 21. | ?                                     | Aladdin and the Lost Lamp                | Aladdin                     | 2002. október 28.    |  |
|     |                                       |                                          |                             |                      |  |
| 22. | ?                                     | Wrong Way For Little Red Riding Hood     | Piroska és a farkas         | 2002. november 4.    |  |
|     |                                       |                                          |                             |                      |  |
| 23. | ?                                     | Ali Baba and The Faulty Thieves          | Ali Baba és a negyven rabló | 2002. november 11.   |  |
|     |                                       |                                          |                             |                      |  |
| 24. | ?                                     | The Curious Kidnapping of Thumbelina     | Hüvelyk Panna               | 2002. november 18.   |  |
|     |                                       |                                          |                             |                      |  |
| 25. | ?                                     | The Fishy Tale of The Little Mermaid     | A kis hableány              | 2002. november 25.   |  |
|     |                                       |                                          |                             |                      |  |
| 26. | ?                                     | A Fairy Tale Ending                      | -                           | 2002. december 2.    |  |
|     |                                       |                                          |                             |                      |  |